# Tekno ingenjörset
Tekno Ingeniørsæt är en modellbygglåda med metalldelar, tillverkad från 1934 av Tekno "Dansk Legetøjs Industri", Köpenhamn. 
En instruktionshäfte följde med varje låda. Vissa av modellerna kunde kopplas till en motor, för att till exempel få vingarna på en kvarn att snurra. De mer komplicerade byggsatserna kunde vara ett elkraftverk eller en kran med elektriska kretsar, fem strömbrytare och sex motorer. Satsen gav också möjligheter att konstruera egna modeller.
Tillverkningen av byggsatsen började i fabrikör A. Siegumfeldts villakällare 1934, under blygsamma förhållanden. Tekno Engineering-satser tillverkades i ett starkare material, med fyra gånger så många hål och med ett nytt sortiment och med en kvalitet och finish som var överlägsen många andra byggsatser.
Citat från en Tekno-katalog:
| ” | Tekno är ingen leksak för små barn. Bara för barn, som kommit så långt att de kan läsa och börja förstå en teckning, har TEKNO ett värde, men då finns det heller inga gränser för TEKNOs värde. | „ |

Efter tillverkarens A. Siegumfeldts död 1967 tog dottern Esther Siegumfeldt över den dagliga ledningen av företaget. Hon försökte driva Tekno vidare i sin fars anda, men på grund av ekonomiska och driftmässiga svårigheter valde hon 1970 att sälja företaget till Algrema-Tekno i Hjørring. Efter att detta företag gått i konkurs 1972, försökte det holländska företaget AP Teknik fortsätta att tillverka konstruktionslådan, men skruvarna och axlarna hade 3 mm gänga, så de passade inte med den gamla Teknolådan.